# Amy Oliver
Amy Lee Oliver (née le 10 juillet 1987 à Rotherham au Yorkshire du Sud au Royaume-Uni) est une archère britannique. Elle est médaillée aux championnats du monde de tir à l'arc.

## Biographie
Amy Oliver commence le tir à l'arc en 2001. Elle participe à ses premières compétitions internationales en 2006. Son premier podium mondial est en 2011, alors qu'elle remporte le bronze à l'épreuve par équipe mixte. En 2012, elle participe à ces premiers Jeux olympiques.

## Palmarès
- Jeux olympiques[2]
  - 17e à l'individuel femme aux Jeux olympiques d'été de 2012 à Londres.
  - 9e à l'épreuve par équipe femme aux Jeux olympiques d'été de 2012 à Londres (avec Naomi Folkard et Alison Williamson).

- Championnats du monde[1]
  -  Médaille de bronze à l'épreuve par équipe mixte aux championnats du monde de 2011 à Turin (avec Laurence Godfrey).

- Coupe du monde[1]
  -  Médaille de bronze à l'épreuve par équipe femme à la coupe du monde 2009 à Saint-Domingue.